# Saison 2 du Maître du Haut Château
Chronologie
Saison 1 Saison 3
Cet article présente le guide des épisodes de la deuxième saison de la série télévisée américaine Le Maître du Haut Château (The Man in the High Castle).

## Distribution
Source : Allociné

### Acteurs principaux
- Alexa Davalos (VF : Sandra Valentin) : Juliana Crain
- Rupert Evans (VF : Anatole de Bodinat) : Frank Frink
- Luke Kleintank (VF : Valéry Schatz) : Joseph « Joe » Blake
- DJ Qualls (VF : Vincent de Bouard) : Ed McCarthy
- Joel de la Fuente (VF : Olivier Chauvel) : Takeshi Kido, inspecteur du Kempetai
- Brennan Brown (VF : Bernard Bollet) : Robert Childan
- Bella Heathcote (VF : Karine Texier) : Nicole Dörmer
- Callum Keith Rennie (VF : Guillaume Orsat) : Gary Connell
- Cary-Hiroyuki Tagawa (VF : Patrick Osmond) : Nobusuke Tagomi, ministre japonais du Commerce
- Rufus Sewell (VF : François Delaive) : SS-Obergruppenführer John Smith

### Acteurs récurrents
- Chelah Horsdal (VF : Laurence Bréheret) : Helen Smith
- Lee Shorten (VF : Romain Altché) : Sergent Hiroyuki Yoshida, adjoint de l'Inspecteur-Chef Kido
- Arnold Chun (VF : Stéphane Fourreau) : Kotomichi, assistant du Ministre Tagomi
- Rick Worthy (en) (VF : Frantz Confiac) : Lemuel "Lem" Washington
- Aaron Blakely (VF : Stanislas Forlani) : Commandant Erich Raeder, adjoint de l'Obergruppenführer Smith
- Quinn Lord (VF : Julien Crampon) : Thomas Smith
- Macall Gordon (VF : Maïté Monceau) : Anne Crain Walker
- Genea Charpentier (VF : Clara Quilichini) : Jennifer Smith
- Steve Byers (VF : Benjamin Gasquet) : Commandant Lawrence Klemm
- Jessie Fraser (VF : Marine Tuja) : Rita Pearce
- Gracyn Shinyei (VF : Clara Soares) : Amy Smith
- Camille Sullivan (VF : Sybille Tureau) : Karen Vecchione
- Tzi Ma (VF : Jean-Claude Donda) : Géneral Onoda
- Stephen Root (VF : Michel Papineschi) : Hawthorne Abendsen, le « Maître du Haut Château »
- Sebastian Roché (VF : Emmanuel Gradi) : Ministre, puis Chancelier intérimaire Martin Heusmann
- Emily Holmes (VF : Rafaèle Moutier) : Lucy Collins
- Nancy Sorel (VF : Anne Plumet) : Mary Dawson
- Cara Mitsuko (VF : Josy Bernard) : Sarah
- Tate Donovan (VF : Constantin Pappas) : George Dixon
- Eddie Shin (en) (VF : Adrien Larmande) : Noriyuke Tagomi
- Kenneth Tigar (VF : Mathieu Rivolier) : Reichsführer Heinrich Himmler

## Épisodes

### Épisode 1:L'Antre du tigre
- États-Unis : 15 décembre 2016 sur Amazon Video
- France : 16 décembre 2016 sur Amazon Video

### Épisode 2:Changement de cap
- États-Unis : 15 décembre 2016 sur Amazon Video
- France : 16 décembre 2016 sur Amazon Video

### Épisode 3:Les Voyageurs
- États-Unis : 15 décembre 2016 sur Amazon Video
- France : 16 décembre 2016 sur Amazon Video

### Épisode 4:L'Escalade
- États-Unis : 15 décembre 2016 sur Amazon Video
- France : 16 décembre 2016 sur Amazon Video

### Épisode 5:Tous aux abris
- États-Unis : 15 décembre 2016 sur Amazon Video
- France : 16 décembre 2016 sur Amazon Video

### Épisode 6:Kintsugi
- États-Unis : 15 décembre 2016 sur Amazon Video
- France : 16 décembre 2016 sur Amazon Video

### Épisode 7:Le Pays du sourire
- États-Unis : 15 décembre 2016 sur Amazon Video
- France : 16 décembre 2016 sur Amazon Video

### Épisode 8:Un mot de trop
- États-Unis : 15 décembre 2016 sur Amazon Video
- France : 16 décembre 2016 sur Amazon Video

### Épisode 9:Explosion
- États-Unis : 15 décembre 2016 sur Amazon Video
- France : 16 décembre 2016 sur Amazon Video

### Épisode 10:Répercussions
- États-Unis : 15 décembre 2016 sur Amazon Video
- France : 16 décembre 2016 sur Amazon Video